# 亚格来县
亚格来县是越南嘉莱省下辖的一个县。

## 地理
亚格来县西接崑嵩省沙泰县、亚赫德雷县和柬埔寨，北接诸巴县，东接波来古市，南接德基县和诸博容县。

## 历史
2006年4月21日，亚赫容社析置亚巴社，亚梢社析置亚杳社。

## 行政区划
亚格来县下辖1市镇12社，县莅亚卡市镇。
- 亚卡市镇（Thị trấn Ia Kha）
- 亚巴社（Xã Ia Bă）
- 亚节社（Xã Ia Chia）
- 亚耶社（Xã Ia Dêr）
- 亚格容社（Xã Ia Grăng）
- 亚赫容社（Xã Ia Hrung）
- 亚开社（Xã Ia Khai）
- 亚克来社（Xã Ia Krai）
- 亚奥社（Xã Ia O）
- 亚备社（Xã Ia Pếch）
- 亚梢社（Xã Ia Sao）
- 亚多社（Xã Ia Tô）
- 亚杳社（Xã Ia Yok）